# 福袋营销
福袋营销是起源於日本的百貨公司於新年時的一种营销方法。商家将多件商品装入布袋或纸盒中，进行搭配销售，这种袋子或者纸盒也被称为“福袋”。这种销售方法据说源自明治末期东京银座的松屋百货。

## 概要

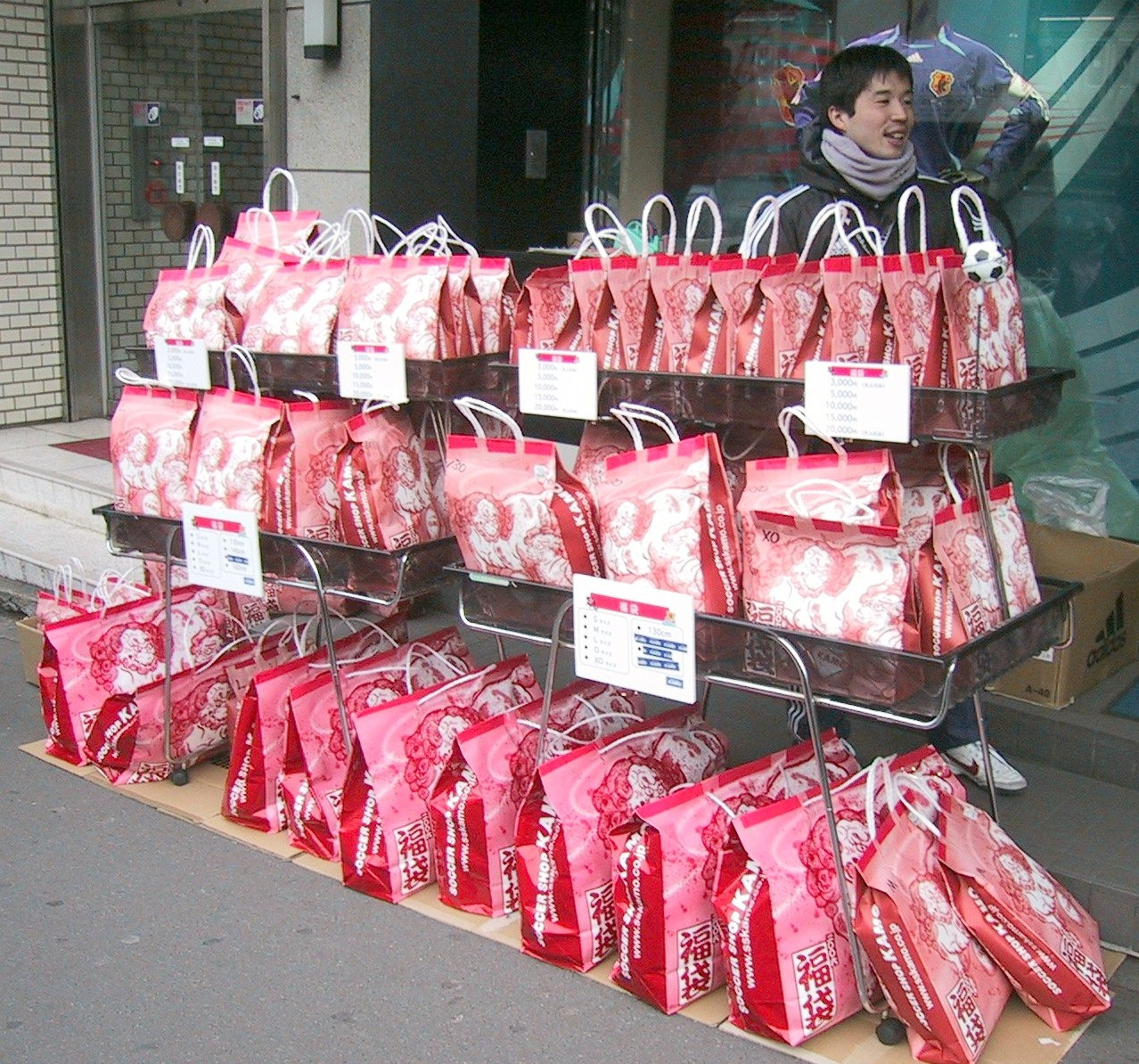
販售福袋的地方

通常的福袋内容都不会事先公开，但商品均属于大致一个类型。例如家电商场售出的数码相机福袋中，往往会在数码相机之外还带有其他小型家电。从价格而言，福袋中的商品价值一般会高于其标价。例如售价1万日元的福袋可能会装入标价为8、9万日元的商品。
对于消费者而言，福袋相当于商场打折优惠，而且在购买时对于福袋内商品的期待感也非常有吸引力。部分消费者也许会因为得到意料中的商品而满意而归，但也有部分消费者会因为拿到根本不需要的商品而懊悔。因此有些评论也认为福袋其实是一种变相赌博。从商家的視角考虑，福袋不仅可以吸引消费者，而且也带有处理库存商品之目的。
尽管原则上福袋内容不会公开，但近年来许多高价的福袋如珠宝首饰或者高档家电等，会事先公开搭配销售的商品，或者会给消费者以一定的选择权。此外，为了满足消费者了解福袋内容的需求，部分商家也会推出透明的福袋。
此外，汽车等大件商品或者旅行团等无形商品无法装入袋中销售，而以兌換券取代實物裝入袋中。
近年，台灣、香港的百貨公司（尤其是日資百貨公司）在農曆新年時也推出福袋，以刺激新年假期時的買氣，但常引起爭紛。如2012年台中大遠百推出1000個福袋，卻有800多個被排隊民眾要求退貨；原因在於台中大遠百主打3C福袋，民眾一打開才發現裡頭是棉被、保溫瓶、電風扇，怒罵台中大遠百廣告不實、欺騙消費者。

## 常見規範
- 福袋售出後，概不退換。
- 福袋內應有約略等值或更高價值的商品或商品兌換券。
- 福袋一經售出，基於公平交易的原則，不得中途更改遊戲規則。
- 為避免造假，主辦單位的員工禁止參與。
- 如涉及高額獎品者，常以公開錄影，並以律師見證的方式進行。
- 福袋不是變相的強迫消費的行為，除了購買福袋的費用，或是高額獎品衍生的贈與稅以外，不得強迫得獎者補貼高額差額後方可領獎。因此以福袋方式販售折價券的行為，通常也可能涉及詐欺。